# Zigurat (empresa)
Zigurat va ser una empresa de desenvolupament de videojocs espanyola, especialitzada en videojoc de 8 bits. Va néixer després de l'èxit de la seva anterior empresa Made in Spain. Després del seu fracàs en l'adaptació als 16 bits van passar a programar màquines recreatives.

## Jocs publicats[3]
- Afteroids Zigurat, 1988
- Arkos Zigurat, 1987
- Autocras diabólico Zigurat, 1991
- Carlos Sainz. Campeonato del Mundo de Rallies Zigurat, 1990
- Comando Quatro Zigurat, 1989
- Curro Jiménez Zigurat, 1989
- Drakkar Diabolic Software, 1989
- El Poder Oscuro Zigurat, 1988
- El misterio del Nilo Zigurat/Made in Spain, 1986
- Emilio Sánchez Vicario Gran Slam Zigurat Software, 1989
- Fred Zigurat, 1983
- GP F1 Simulator Zigurat, 1991
- Hammerhead Zigurat, 1992
- Humphrey Zigurat, 1988
- Jump Zigurat, 1991
- Jungle Warrior Zigurat, 1990
- Kong's Revenge Zigurat, 1991
- Paris-Dakar Made in Spain, 1988
- Piso Zero Zigurat, 1991
- Power and Magic Zigurat, 1990
- Senda Salvaje Zigurat, 1990
- Sir Fred Made in Spain, 1986
- Sito Pons 500cc Grand Prix Zigurat Software, 1990
- Smaily Zigurat Software, 1997
- Star Bowls Zigurat Software, 1991
- Stroper Made in Spain / Zigurat, 1992

## Segells
Van publicar jocs de diversos equips de desenvolupament, entre d'altres:
- Made in Spain
- Arcadia
- Gamesoft
- Truesoft
- Turbo 16